# Букапреслапска седловина
Букапреслапската седловина е планинска седловина в Западна България, между планините Верила на юг и Витоша на север в Община Самоков, Софийска област.
Надморската височина на седловината е 1109 m н.в. През нея „преминава“ неизграден участък от 11,5 km от третокласния Републикански път III-627 (от km 25 до km 36,5) Самоков – Долна Диканя – Радомир, който свързва най-северната част на Самоковската котловина на изток с югоизточната част на Радомирската котловина на запад.
Пътят започва на 1024 m н.в. южно от село Ярлово след около 2 km се изкачва на седловината при 1109 m н.в. и от там завива на юг по билото на планината Верила и достига до село Лисец, където макадамовото покритие свършва. Оттук надолу до село Горна Диканя (в Община Радомир) има полски (горски) път, който достига до югоизточния край на селото, на 760 m н.в.

## Топографска карта
- Лист от карта K-34-59. Мащаб: 1 : 100 000.